# Voyelle moyenne postérieure non arrondie
La voyelle moyenne postérieure non arrondie est une voyelle utilisée dans certaines langues. Ce son se trouve à mi-chemin entre la voyelle mi-fermée postérieure non arrondie [ɤ] et la voyelle mi-ouverte postérieure arrondie [ʌ]. Dans l’alphabet phonétique international, on représente généralement cette voyelle avec le symbole diacrité [ʌ̝] ou [ɤ̞].
Bernard Bloch (en) et George L. Trager (en) proposent l’upsilon latin culbuté ‹ ꭥ › (ou la petite capitale u culbuté) pour représenter la voyelle moyenne postérieure non arrondie et oméga fermé ‹ ɷ › pour représenter la voyelle moyenne postérieure arrondie en 1940 ; et le symbole petite capitale e tréma ‹ ᴇ̈ › pour représenter la voyelle moyenne postérieure non arrondie et le symbole petite capitale oméga ‹ ꭥ › pour représenter la voyelle moyenne postérieure arrondie  en 1942,.

## Langues
| Langue     | Langue               | Mot    | API      | Signification | Notes |
| ---------- | -------------------- | ------ | -------- | ------------- | --- |
| Bulgare    | Bulgare              | път    | [pɤ̞t̪]    | « chemin »    | Typiquement transcrit en API avec ⟨ɤ⟩ dans de larges transcriptions. Voir la phonologie bulgare.                                                                                                |
| Chinois    | Shanghaïen           | 渠     | [kɤ̞¹]    | « fossé »     | A tendance à être diphtongué à [ɤ̞ɯ̞] par les jeunes locuteurs. |
| Anglais    | Cardiff              | plus   | [pl̥ʌ̝s]   | « plus »      | Peut-être [ə], [ɜ],[ɜ̟] ou [ë̞] à la place.Il correspond à [ʌ] dans d'autres dialectes. Typiquement transcrit en API avec ⟨ʌ⟩.                                                                    |
| Anglais    | Norfolk              | plus   | [pl̥ʌ̝s]   | « plus »      | Correspond à [ʌ] dans d'autres dialectes. Typiquement transcrit en API avec ⟨ʌ⟩. Voir la phonologie anglaise.                                                                                   |
| Anglais    | Philadelphie         | plus   | [pɫ̥ʌ̝s]   | « plus »      | Peut être ouvert-milieu [ʌ] ou un /uː/ abaissé et non arrondi ([ɯ̽]) à la place.Il correspond à [ʌ] dans d'autres dialectes. Typiquement transcrit en API avec ⟨ʌ⟩. Voir la phonologie anglaise. |
| Gayo       | Gayo                 | kule   | [kuˈlɤ̞ː] | « tigre »     | L'un des allophones possibles de/ə/. |
| Allemand   | Dialecte de Chemnitz | Schirm | [ʃʌ̝ʕːm]  | « sabrella »  | Pharyngéalisé ; peut être une diphtongue d'ouverture [ɪːɒ̯] à la place. |
| Ibibio     | Ibibio               | [dʌ̝k˦] | [dʌ̝k˦]   | « entrer »    | Typiquement transcrit en API avec ⟨ʌ⟩. |
| Vietnamien | Hanoi                | tờ     | [t̻ɤ̞˧˨]   | « Feuille »   | Réalisation de/ɤ/ (également transcrit en API avec ⟨ə⟩) selon Kirby (2011). Voir la phonologie vietnamienne.                                                                                    |

## Sources
- (en) Bernard Bloch et George L. Trager, Tables for a system of phonetic description, New Haven, 1940 (lire en ligne)
- (en) Bernard Bloch et George L. Trager, Outline of linguistic analysis, Baltimore, Linguistic Society of America, coll. « Special publications of the Linguistic Society of America », 1942 (lire en ligne)